# Walt Disney Presents Zorro
Walt Disney Presents Zorro, ou simplement Walt Disney's Zorro, est une publication américaine regroupant des histoires dérivées de la série télévisée Zorro (1957-1961) produite par les studios Disney d'après le personnage créé en 1919 par le romancier américain Johnston McCulley.

## Histoire
La publication Walt Disney Presents Zorro lancée en 1966 par Gold Key Comics s'arrête durant l'année 1968, en mars. Le premier numéro est une republication du numéro de février 1958 de Four Color de Dell Comics.

## Publications
| Année       | Éditeur         | Série                            | Tome(s)   | Titre                                                                                 | Dessins                             | Note | Remarque                                                           |
| ----------- | --------------- | -------------------------------- | --------- | ------------------------------------------------------------------------------------- | ----------------------------------- | ---- | ------------------------------------------------------------------ |
| 1958        | Dell Comics     | Four Color                       | no 882    | Walt Disney Presents Zorro : Presenting Senior Zorro et Zorro's Secret Passage        | Alex Toth                           | note | adaptation de la série télévisée Zorro de 1957-1961.               |
| 1958        | Dell Comics     | Four Color                       | no 920    | Walt Disney Presents Zorro : Ghost of the Mission et A Bad Day for Bernardo           | Alex Toth                           | note | adaptation de l'épisode Le Fantôme du moine masqué de la saison 1. |
| 1958        | Dell Comics     | Four Color                       | no 933    | Walt Disney Presents Zorro : Garcia’s Secret, The King’s Emissary et The Little Zorro | Alex Toth                           | note | adaptation de l'épisode Garcia en mission secrète de la saison 1.  |
| 1958        | Dell Comics     | Four Color                       | no 960    | Walt Disney Presents Zorro : The Eagle's Brood et The Visitor                         | Alex Toth                           | note |                                                                    |
| 1959        | Dell Comics     | Four Color                       | no 976    | Walt Disney Presents Zorro : Gypsy Warning et A Double for Diego                      | Alex Toth                           | note |                                                                    |
| 1959        | Dell Comics     | Four Color                       | no 1003   | Walt Disney Presents Zorro : The Marauders of Monterey et The Enchanted Bell          | Alex Toth                           | note |                                                                    |
| 1959        | Dell Comics     | Four Color                       | no 1037   | Walt Disney Presents Zorro : The Spaniard's Secret et The Mission of San Portolá      | Warren Tufts                        | note |                                                                    |
| 1960        | Dell Comics     | Walt Disney's Zorro              | no 9      | The Masqueraders of Los Gatos Canyon The bandidos The Welcomed Intruder               | Warren Tufts Alex Toth Warren Tufts |      |                                                                    |
| 1960        | Dell Comics     | Walt Disney's Zorro              | no 10     | The Bar of Gold The Well The Innkeeper's Lesson                                       | Mel Keefer                          |      |                                                                    |
| 1960        | Dell Comics     | Walt Disney's Zorro              | no 11     | A Stroke of Luck The Hunted Too Many Zorros                                           | Mel Keefer                          |      |                                                                    |
| 1960        | Dell Comics     | Walt Disney's Zorro              | no 12     | The Runaway Witness Friend Indeed                                                     | Alex Toth                           |      |                                                                    |
| 1961        | Dell Comics     | Walt Disney's Zorro              | no 13     | The Golden Trail Diego's Dilemma                                                      | Warren Tufts                        |      |                                                                    |
| 1961        | Dell Comics     | Walt Disney's Zorro              | no 14     | The Monterey Bravo Diego's Secret Outlaw Swords                                       | John Ushler                         |      |                                                                    |
| 1961        | Dell Comics     | Walt Disney's Zorro              | no 15     | Zorro Repays a Debt The Made-to-Order Herd Brand of fire                              | John Ushler                         |      |                                                                    |
| 1963        | Gold Key Comics | Walt Disney's Comics and Stories | no 275    | Ghostly Confession                                                                    | Nat Edson                           | note | récit en 5 pages.                                                  |
| 1963        | Gold Key Comics | Walt Disney's Comics and Stories | no 276    | The Golden Pendant                                                                    | Nat Edson                           | note | récit en 5 pages.                                                  |
| 1963        | Gold Key Comics | Walt Disney's Comics and Stories | no 277    | Turnabout                                                                             | Nat Edson                           | note | récit en 5 pages.                                                  |
| 1963        | Gold Key Comics | Walt Disney's Comics and Stories | no 278    | Masquerade Justice                                                                    | Nat Edson                           | note | récit en 5 pages.                                                  |
| 1966 - 1968 | Gold Key Comics | Walt Disney Presents Zorro       | 9 numéros |                                                                                       |                                     | note | réimpression des histoires de Dell Comics.                         |

### Le Journal de Mickey(France)
Il est a souligner que les aventures publiées dans Le Journal de Mickey reprennent bien sûr les personnages de la série TV Disney.
Les premières aventures publiées sont des reprises du matériel américain essentiellement issu de Dell Comics qui avait passé des accords commerciaux avec Disney pour l'adaptation de films et dessins animés dans ses revues.
| Année     | Numéro(s)  | Titre                                  | Titre anglais                                              | Auteur(s)                                                         |
| --------- | ---------- | -------------------------------------- | ---------------------------------------------------------- | ----------------------------------------------------------------- |
| 1958-1959 | no 343-351 | L'arrivée du Señor Zorro               | Presenting Senor Zorro                                     | Alex Toth                                                         |
| 1965      | no 667-673 | La justice de Zorro                    | The Bar of Gold                                            | Mel Keefer                                                        |
| 1965      | no 674-679 | Zorro et les chandeliers d'or          | The Golden Trail                                           | Warren Tufts                                                      |
| 1965      | no 680-690 | Zorro l'insaisissable                  | The Masqueraders of Los Gatos Canyon The Welcomed Intruder | Warren Tufts                                                      |
| 1965      | no 691-697 | Zorro contre El Diablo le pirate       | Pirate's Plunder                                           | Warren Tufts                                                      |
| 1965      | no 698-705 | Zorro et les maraudeurs de Monterey    | The Marauders of Monterey                                  | Alex Toth                                                         |
| 1965-1966 | no 706-713 | Le secret de Don Miguel                | The Spaniard's Secret                                      | Warren Tufts                                                      |
| 1966      | no 714-728 | Zorro se fâche                         | Fight with El Cuchillo                                     | Richard Moore (en)                                                |
| 1966      | no 729-731 | Sur la piste de Zorro                  | The Hunted                                                 | Mel Keefer                                                        |
| 1966      | no 732-737 | Une ruse de Zorro                      | A Stroke of Luck                                           | Mel Keefer                                                        |
| 1966      | no 738-742 | Zorro paie une dette                   | Zorro Repays a Debt                                        | John Ushler                                                       |
| 1966      | no 743-745 | L'ingratitude du sergent Garcia        | Diego's Dilemma                                            | Nat Edson                                                         |
| 1966      | no 750-754 | Un redoutable adversaire               | Outlaw Swords                                              | John Ushler                                                       |
| 1968      | no 839-846 | Zorro contre le diable rouge           |                                                            | Gian Giacomo Dalmasso (scénario) et Pier Lorenzo De Vita (dessin) |
| 1968      | no 847-858 | Le piège de Guendalara                 |                                                            | Giuliano Giovetti                                                 |
| 1968-1969 | no 859-872 | Pour l'honneur des Villalba            |                                                            | Giuliano Giovetti                                                 |
| 1969      | no 873-884 | Le Prix de la trahison                 |                                                            | Pier Lorenzo De Vita                                              |
| 1969      | no 885-898 | L'attaque de Fort-Yuma                 |                                                            | Giuliano Giovetti (dessin)                                        |
| 1969      | no 899-910 | Les Spadassins de Monterey             | The Monterey Bravo                                         | John Ushler                                                       |
| 1969-1970 | no 912-924 | L'embuscade de la Sierra Brûlée        |                                                            | Pier Lorenzo De Vita                                              |
| 1970      | no 925-937 | La Chasse à l'ombre                    |                                                            | Giuliano Giovetti                                                 |
| 1970      | no 938-950 | Le Prisonnier                          |                                                            | Giuliano Giovetti                                                 |
| 1974      | no 1160    | On a volé Tornado !                    |                                                            | Jean-Marie Nadaud (scénario) et Robert Rigot (dessin)             |
| 1975      | no 1181    | Zorro contre le bandit aux galons d'or |                                                            | Jean-Marie Nadaud (scénario) et Robert Rigot (dessin)             |
| 1975      | no 1195    | Zorro brûle les planches               |                                                            | Jean-Marie Nadaud (scénario) et Robert Rigot (dessin)             |
| 1975      | no 1197    | La trahison de Garcia                  |                                                            | Jean-Marie Nadaud (scénario) et Robert Rigot (dessin)             |
| 1975      | no 1199    | Zorro et son cousin                    |                                                            | Jean-Marie Nadaud (scénario) et Robert Rigot (dessin)             |
| 1975      | no 1223    | Zorro contre Don Diego                 |                                                            | Jean-Marie Nadaud (scénario) et Robert Rigot (dessin)             |
| 1976      | no 1243    | Zorro et l'attaque de la diligence     |                                                            | Jean-Marie Nadaud (scénario) et Robert Rigot (dessin)             |
| 1976      | no 1249    | Zorro prisonnier                       |                                                            | Jean-Marie Nadaud (scénario) et Robert Rigot (dessin)             |
| 1976      | no 1253    | Zorro met le feu aux poudres !         |                                                            | Jean-Marie Nadaud (scénario) et Robert Rigot (dessin)             |
| 1977      | no 1285    | Une corrida pour Zorro                 |                                                            | Jean-Marie Nadaud (scénario) et Robert Rigot (dessin)             |
| 1977      | no 1305    | Un témoin gênant                       | The Runaway Witness                                        | Alex Toth                                                         |
| 1977      | no 1322    | L'Oncle farceur                        | Garcia's Funny Uncle                                       | Homer Brightman (scénario) et ? (dessin)                          |
| 1977      | no 1331    | Le Chien sans maître                   | Zorro and the Abandoned Pet                                | Homer Brightman (scénario) et Richard Moore (dessin)              |
| 1978      | no 1336    | Le kinkajou voleur                     | Zorro And The Playful Kinkajou                             | ?                                                                 |
| 1978      | no 1337    | Les Protecteurs                        | Zorro and the Protectors                                   | Homer Brightman (scénario) et Richard Moore (dessin)              |
| 1978      | no 1343    | Pas de fumée sans feu !                | The Spanish Cigars                                         | Homer Brightman (scénario) et Richard Moore (dessin)              |
| 1978      | no 1350    | Zorro sauve Garcia !                   | Garcia's Lady Love                                         | Homer Brightman (scénario) et Richard Moore (dessin)              |
| 1978      | no 1353    | Pour quelques kilos de trop !          | Garcia's Exercise                                          | Homer Brightman (scénario), Doug Widley et Richard Moore (dessin) |
| 1978      | no 1358    | La « Republica del sol »               | The Republica Del Sol                                      | ?                                                                 |
| 1980      | no 1459    | La Marque de Zorro                     |                                                            | Jean-Marie Nadaud (scénario) et Robert Rigot (dessin)             |
| 1985      | no 1722    | Double - Jeu                           |                                                            | Jean-Marie Nadaud (scénario) et Carlo Marcello (dessin)           |
| 1985      | no 1734    | Mise à prix                            |                                                            | Jean-Marie Nadaud (scénario) et Carlo Marcello (dessin)           |
| 1986      | no 1759    | L'Enlèvement                           |                                                            | Jean-Marie Nadaud (scénario) et Carlo Marcello (dessin)           |
| 1986      | no 1764    | Le Bal du capitaine                    |                                                            | Jean-Marie Nadaud (scénario) et Carlo Marcello (dessin)           |
| 1986      | no 1772    | Le Renard et le pantin                 |                                                            | François Corteggiani (scénario) et Carlo Marcello (dessin)        |
| 1986      | no 1775    | La Réserve                             |                                                            | François Corteggiani (scénario) et Carlo Marcello (dessin)        |
| 1986      | no 1782    | Le Sergent voit double                 |                                                            | François Corteggiani (scénario) et Carlo Marcello (dessin)        |

### Mickey Magazine (Belgique)
En Belgique, des récits inspirés de la série Zorro avec Guy Williams ont été présentés dans Mickey Magazine et Le Journal de Mickey de la fin des années 1950 jusqu'au début des années 1970.
| Année | Magazine                   | Numéro(s) | Titre                                                                                | Titre anglais                                                                                   | Auteur(s)                                                         |
| ----- | -------------------------- | --------- | ------------------------------------------------------------------------------------ | ----------------------------------------------------------------------------------------------- | ----------------------------------------------------------------- |
| 1958  | Mickey Magazine            | no 410    | L'arrivée du Señor Zorro                                                             | Presenting Senor Zorro                                                                          | Alex Toth (dessin)                                                |
| 1958  | Mickey Magazine            | no 419    | Le fantôme de la mission                                                             | The Ghost of the Mission                                                                        | Alex Toth (dessin)                                                |
| 1958  | Mickey Magazine            | no 426    | Mauvaise journée pour Bernardo                                                       | A Bad Day for Bernado                                                                           | Alex Toth (dessin)                                                |
| 1958  | Mickey Magazine            | no 427    | Le secret de Garcia                                                                  | Garcia's Secret                                                                                 | Alex Toth (dessin)                                                |
| 1959  | Mickey Magazine            | no 431    | L'émissaire du roi                                                                   | The King's Emissary                                                                             | Alex Toth (dessin)                                                |
| 1959  | Mickey Magazine            | no 454    | Le visiteur                                                                          | The Visitor                                                                                     | Alex Toth (dessin)                                                |
| 1959  | Mickey Magazine            | no 455    | Les fils de l'aigle                                                                  | The Eagle's Brood                                                                               | Alex Toth (dessin)                                                |
| 1959  | Mickey Magazine            | no 462    | La prédiction de la gitane                                                           | Gypsy Warning                                                                                   | Alex Toth (dessin)                                                |
| 1965  | Album du journal de Mickey | no 34     | Zorro contre El Diablo le pirate Zorro l'insaisissable Zorro et les chandeliers d'or | Pirate's Plunder The Masqueraders of Los Gatos Canyon et The Welcomed Intruder The Golden Trail | Warren Tufts (dessin)                                             |
| 1969  | Album du journal de Mickey | no 42     | Zorro contre le diable rouge                                                         |                                                                                                 | Gian Giacomo Dalmasso (scénario) et Pier Lorenzo De Vita (dessin) |
| 1970  | Album du journal de Mickey | no 45     | Le prix de la trahison L'attaque de Fort-Yuma                                        |                                                                                                 | Gian Giacomo Dalmasso (scénario) et ? (dessin) Giuliano Giovetti  |

### Autres republications
| Année | Éditeur     | Série | Tome(s) | Titre | Scénario | Dessins   | Note | Remarque                                                                                            |
| ----- | ----------- | ----- | ------- | --- | -------- | --------- | ---- | --------------------------------------------------------------------------------------------------- |
| 1990  | Futuropolis | Zorro | 1 album | Sale journée pour Bernardo Première apparition du Señor Zorro Le passage Le Fantôme de la mission L'avertissement de la gitane |          | Alex Toth | note | reprend cinq histoires publiées en 1958. adaptation de la série télévisée Zorro de 1957-1961.       |
| 2011  | Glénat      | Z     | 1 album | |          | Alex Toth | note | reprend l'intégrale des histoires d'Alex Toth. adaptation de la série télévisée Zorro de 1957-1961. |